# Geremia I di Costantinopoli
Geremia I (in greco Ιερεμίας Α΄?; Zitsa, ... – Vraca, 13 gennaio 1546) è stato un arcivescovo ortodosso greco, patriarca ecumenico di Costantinopoli per due volte: dal 1522 al 1524 e dal 1525 fino al giorno della sua morte.

## Biografia
Geremia era originario di Zitsa in Epiro e non ricevette un'istruzione. Divenne arcivescovo di Sofia nel o prima dell'anno 1513. Il 31 dicembre 1522 venne eletto patriarca di Costantinopoli. 
Poco dopo la sua elezione, viaggiò a Cipro, in Egitto, nel Sinai e in Palestina. Durante la sua permanenza a Gerusalemme, il clero e i notabili di Costantinopoli lo deposero nell'aprile o nel maggio del 1524 ed elessero al suo posto il metropolita di Sozopol, Joannicus I. Geremia reagì alla propria deposizione e insieme ai patriarchi di Alessandria e di Antiochia, scomunicò il neoeletto patriarca di Costantinopoli. Dopo la scomunica, Geremia riottenne la carica il 24 settembre 1525. 
Nel 1537 Geremia ottenne il permesso dal sultano Solimano il Magnifico di fermare la conversione delle chiese in moschee a Costantinopoli, ma la decisione non fu confermata dai successori di Solimano. Geremia morì il 13 gennaio 1546 nella città di Vraca, durante un viaggio in Valacchia.